# Saison 5 de Danse avec les stars
 (septembre 2021).
La cinquième saison de l'émission française de divertissement Danse avec les stars a été diffusée du 27 septembre 2014 au 29 novembre 2014 sur TF1. Elle a été animée par Sandrine Quétier et Vincent Cerutti.
L'émission a été remportée par le comédien Rayane Bensetti, aux côtés de la danseuse Denitsa Ikonomova.

## Participants
Lors de cette saison 5 de Danse avec les stars, 11 couples formés d'une star et d'un danseur professionnel se sont affrontés. Il y avait 11 célébrités : 5 hommes et 6 femmes, soit une célébrité de plus que lors de la saison précédente.
Les participants à cette saison ont été annoncés officiellement le 10 septembre 2014,.
| Personnalité       | Occupation                                  | Partenaire                                                | Statut                        |
| ------------------ | ------------------------------------------- | --------------------------------------------------------- | ----------------------------- |
| Rayane Bensetti    | comédien                                    | Denitsa Ikonomova                                         | Vainqueur le 29 novembre 2014 |
| Nathalie Péchalat  | patineuse artistique                        | Grégoire Lyonnet (semaines 1 à 5), puis Christophe Licata | Deuxième le 29 novembre 2014  |
| Brian Joubert      | champion du monde de patinage artistique    | Katrina Patchett                                          | Troisième le 29 novembre 2014 |
| Miguel Ángel Muñoz | acteur, chanteur                            | Fauve Hautot                                              | éliminé le 22 novembre 2014   |
| Tonya Kinzinger    | actrice, animatrice de télévision           | Maxime Dereymez                                           | éliminée le 15 novembre 2014  |
| Corneille          | auteur-compositeur-interprète               | Candice Pascal                                            | éliminé le 8 novembre 2014    |
| Louisy Joseph      | chanteuse, ex-membre du groupe L5           | Guillaume Foucault                                        | éliminée le 1er novembre 2014 |
| Anthony Kavanagh   | humoriste, acteur                           | Silvia Notargiacomo                                       | éliminé le 1er novembre 2014  |
| Joyce Jonathan     | auteure-compositrice-interprète, comédienne | Julien Brugel                                             | éliminée le 18 octobre 2014   |
| Ophélie Winter     | chanteuse, comédienne, mannequin            | Christophe Licata                                         | éliminée le 10 octobre 2014   |
| Elisa Tovati       | actrice, chanteuse                          | Christian Millette                                        | éliminée le 4 octobre 2014    |

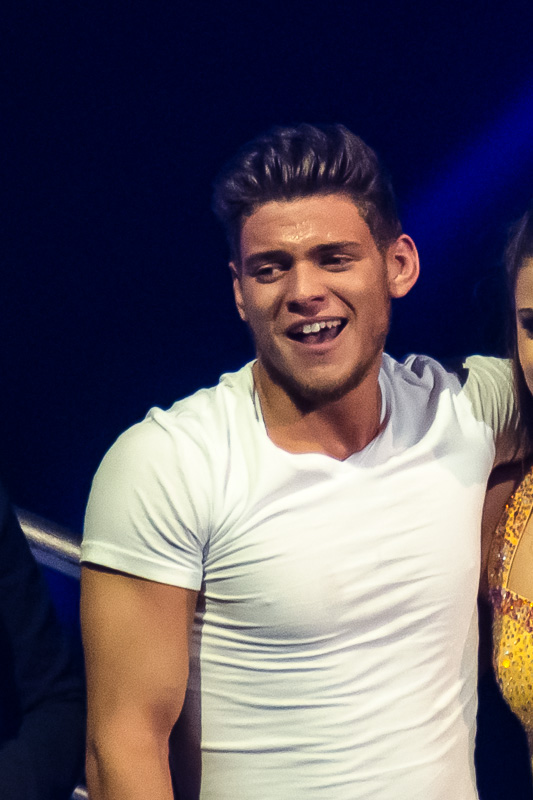
Rayane Bensetti
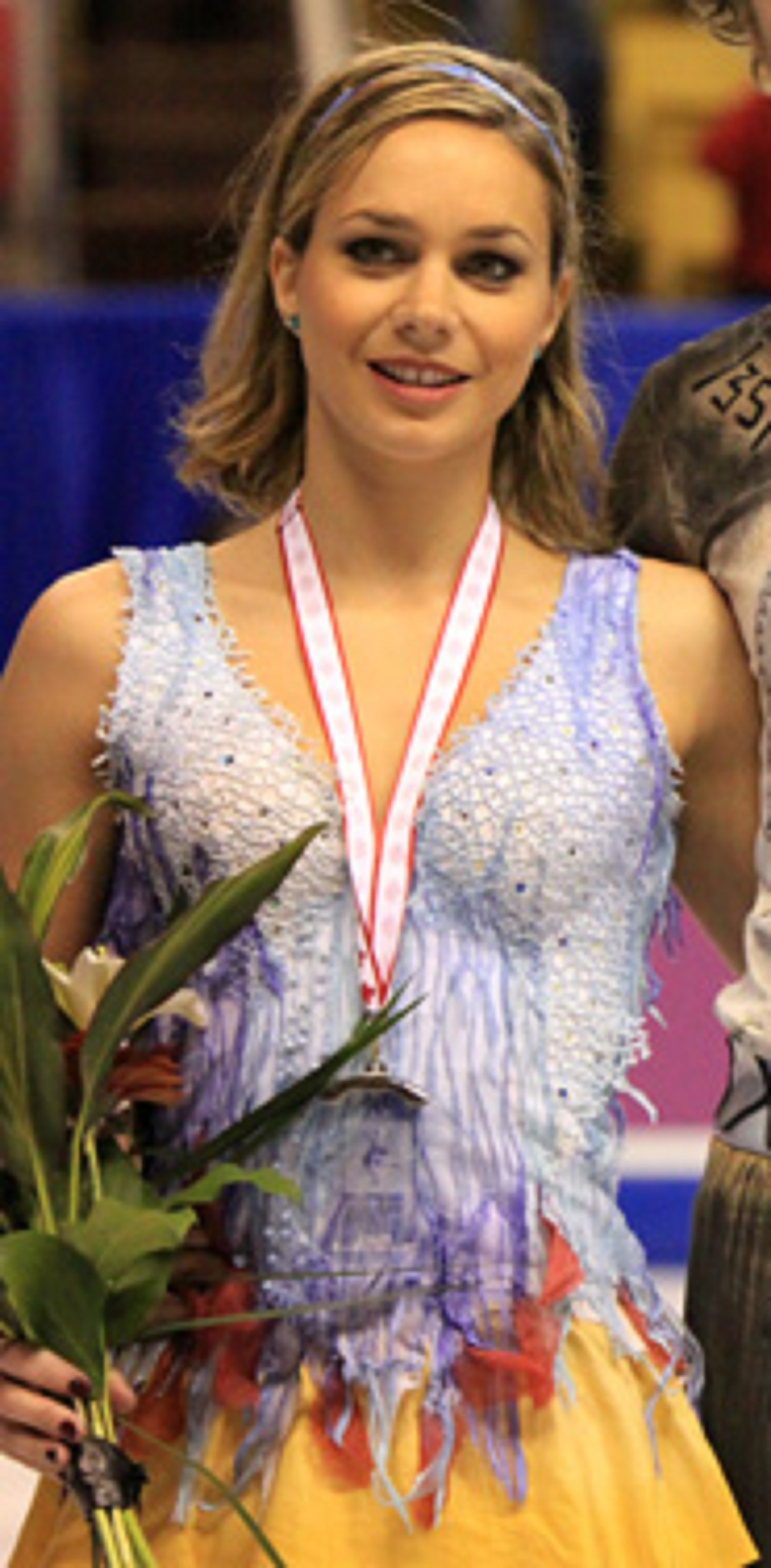
Nathalie Péchalat
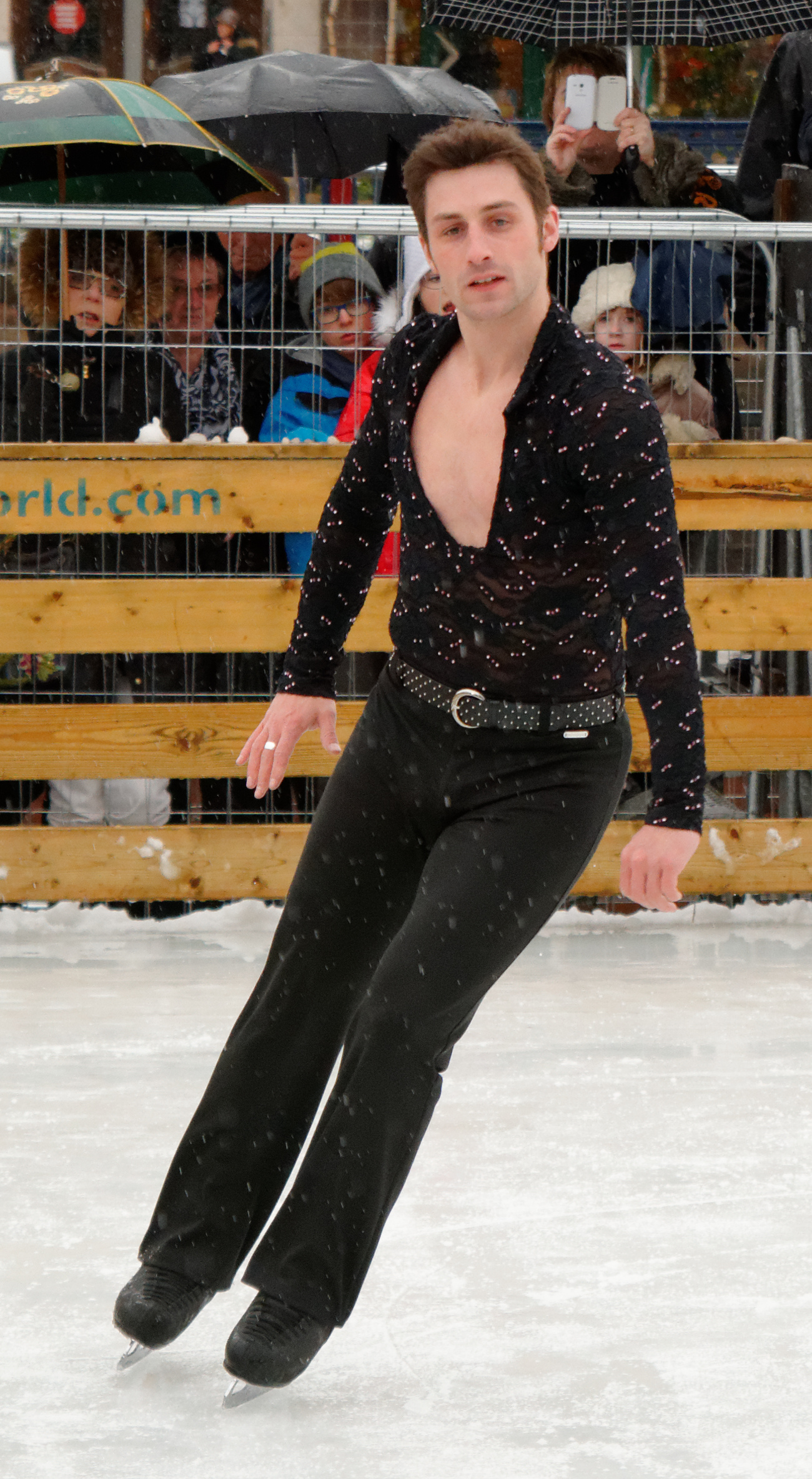
Brian Joubert
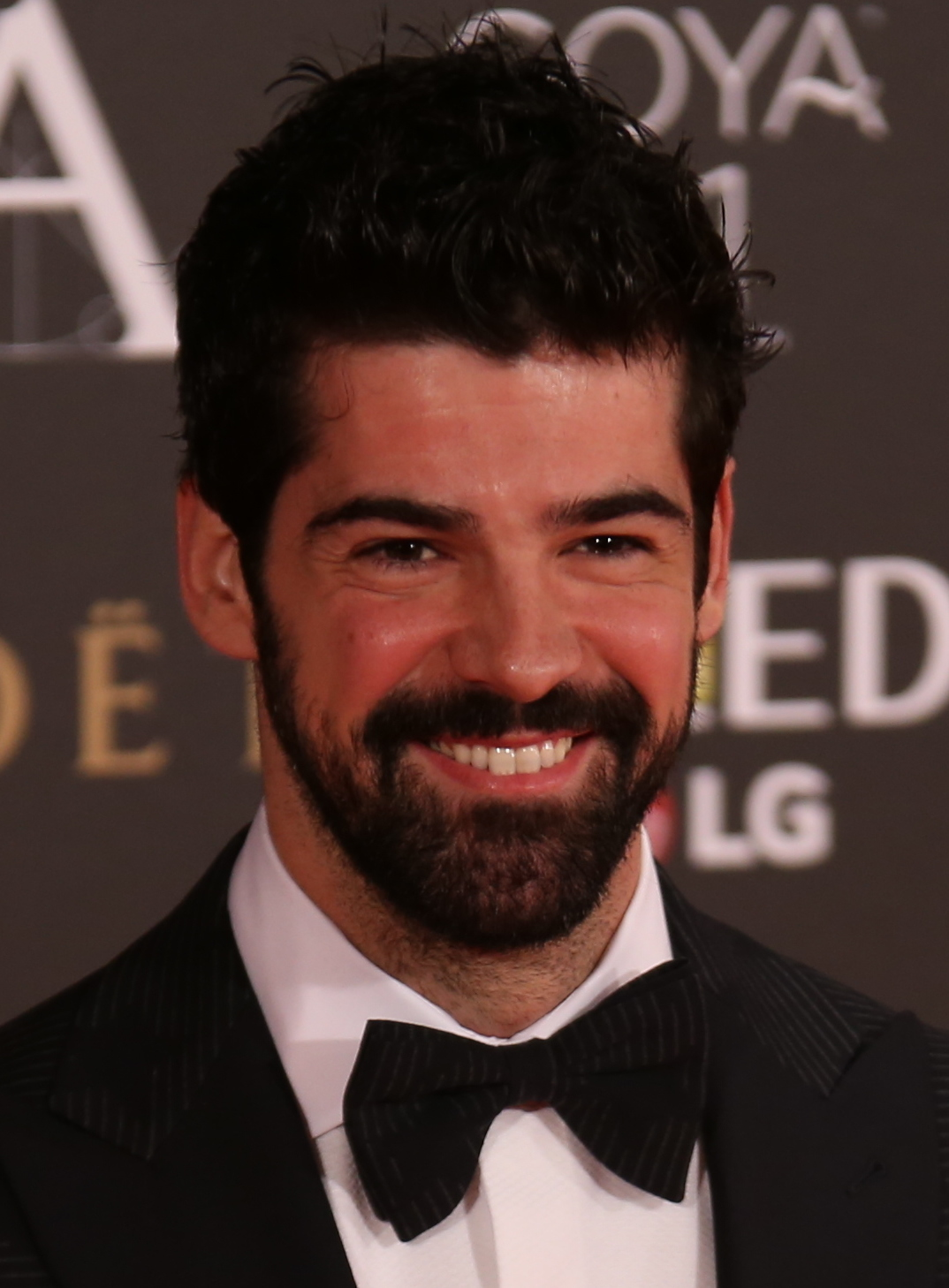
Miguel Ángel Muñoz
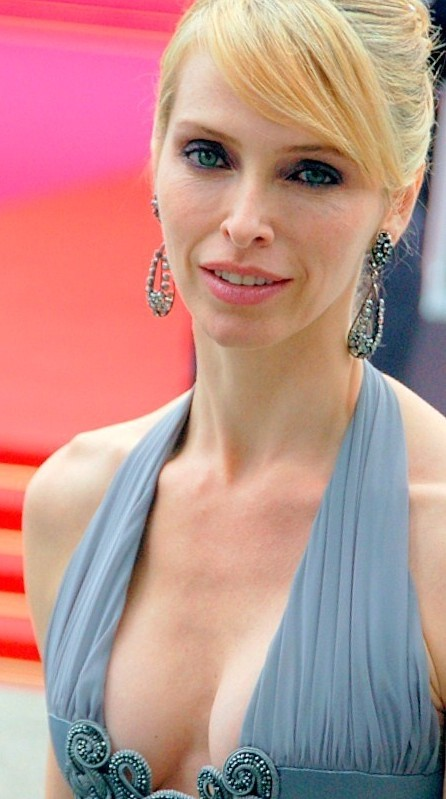
Tonya Kinzinger
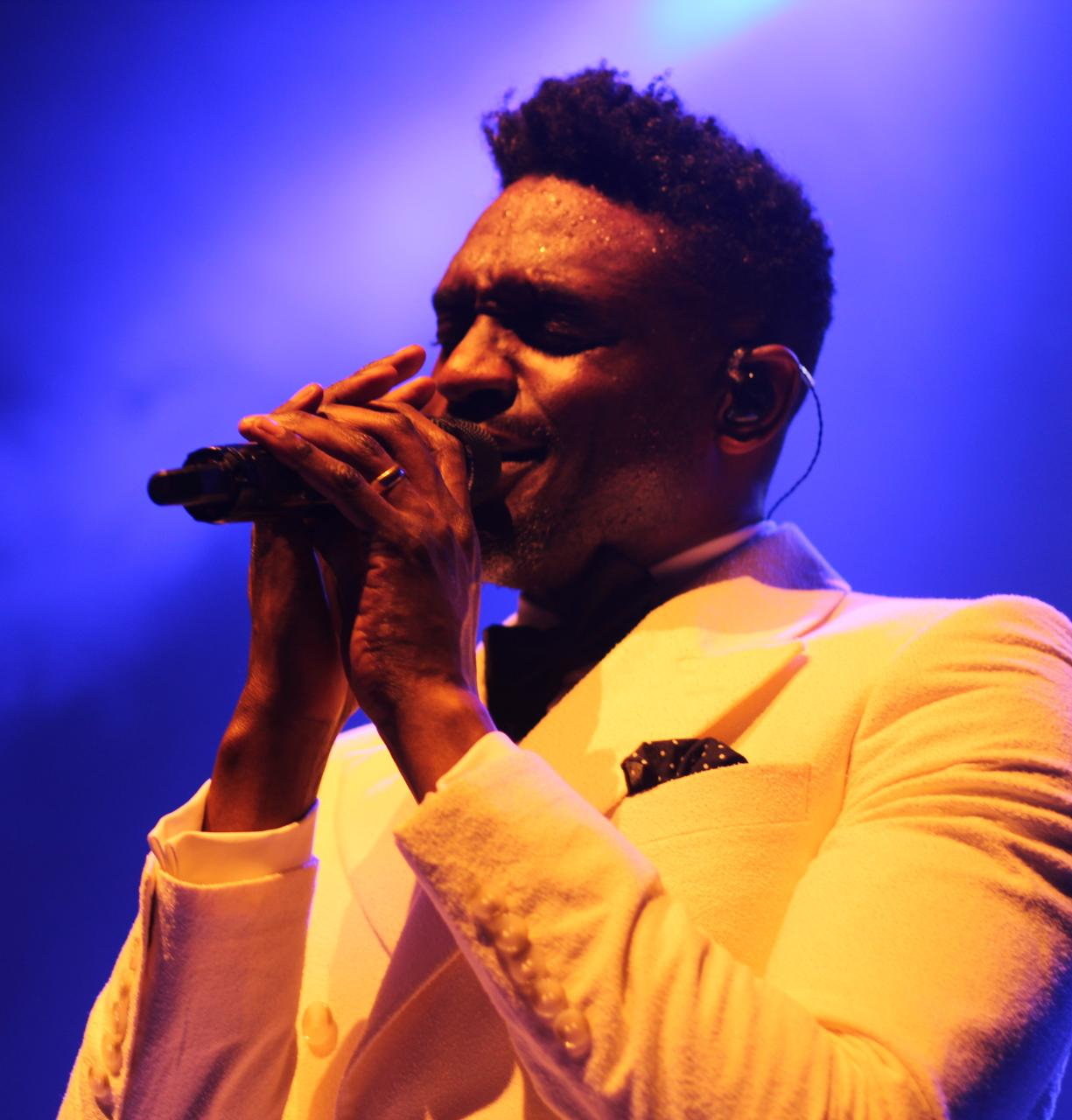
Corneille
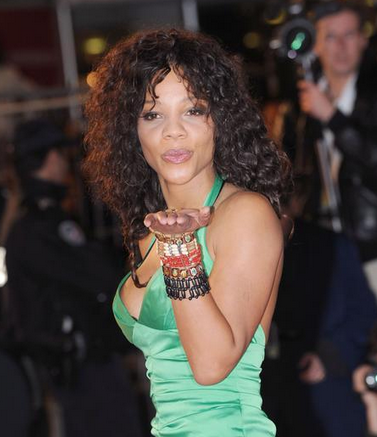
Louisy Joseph
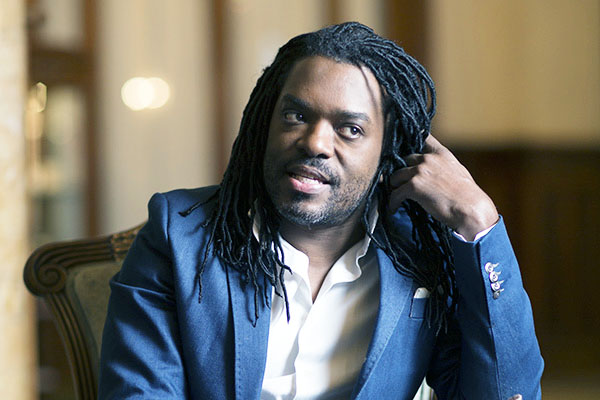
Anthony Kavanagh
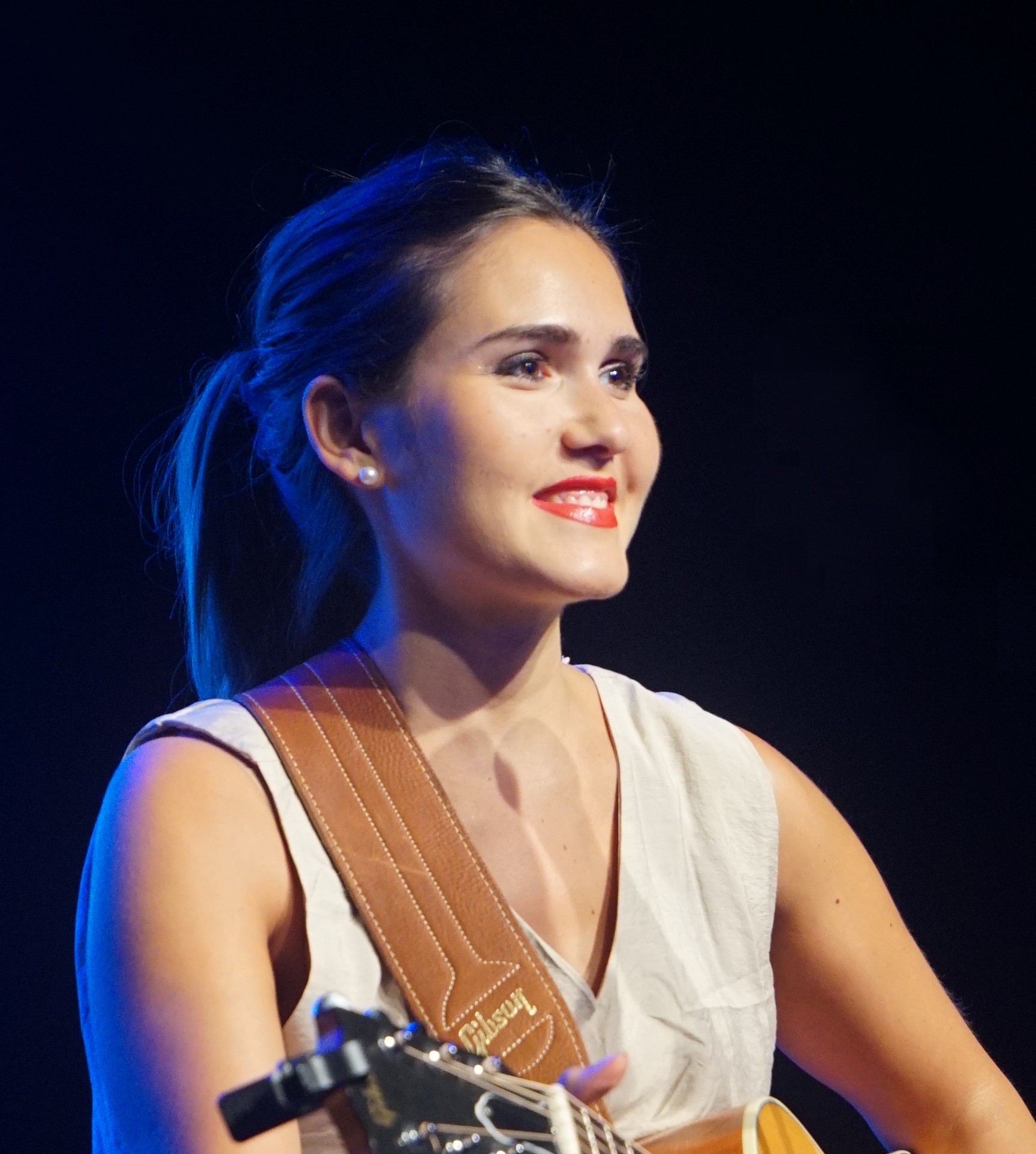
Joyce Jonathan
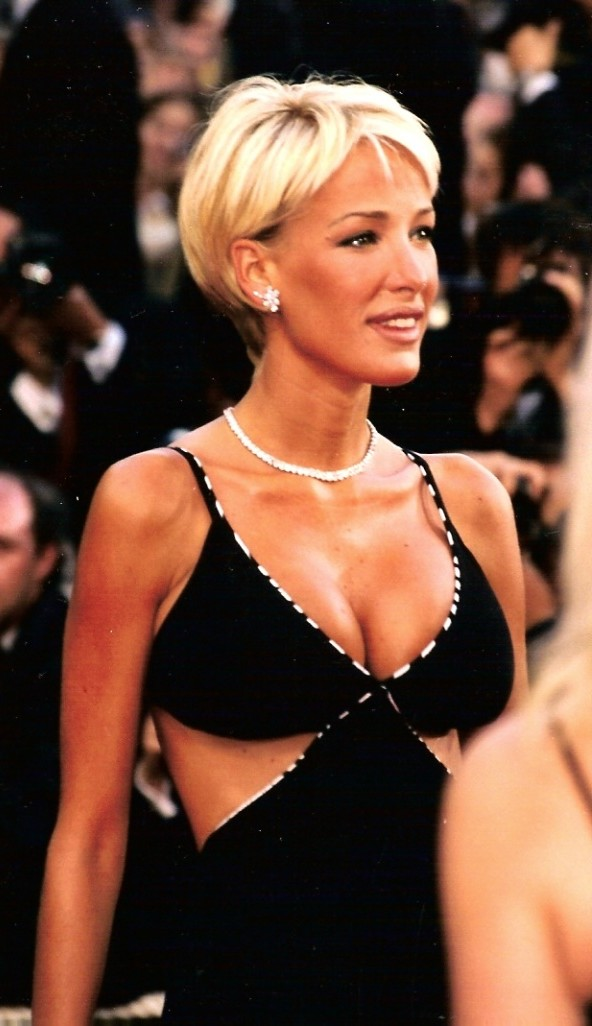
Ophélie Winter
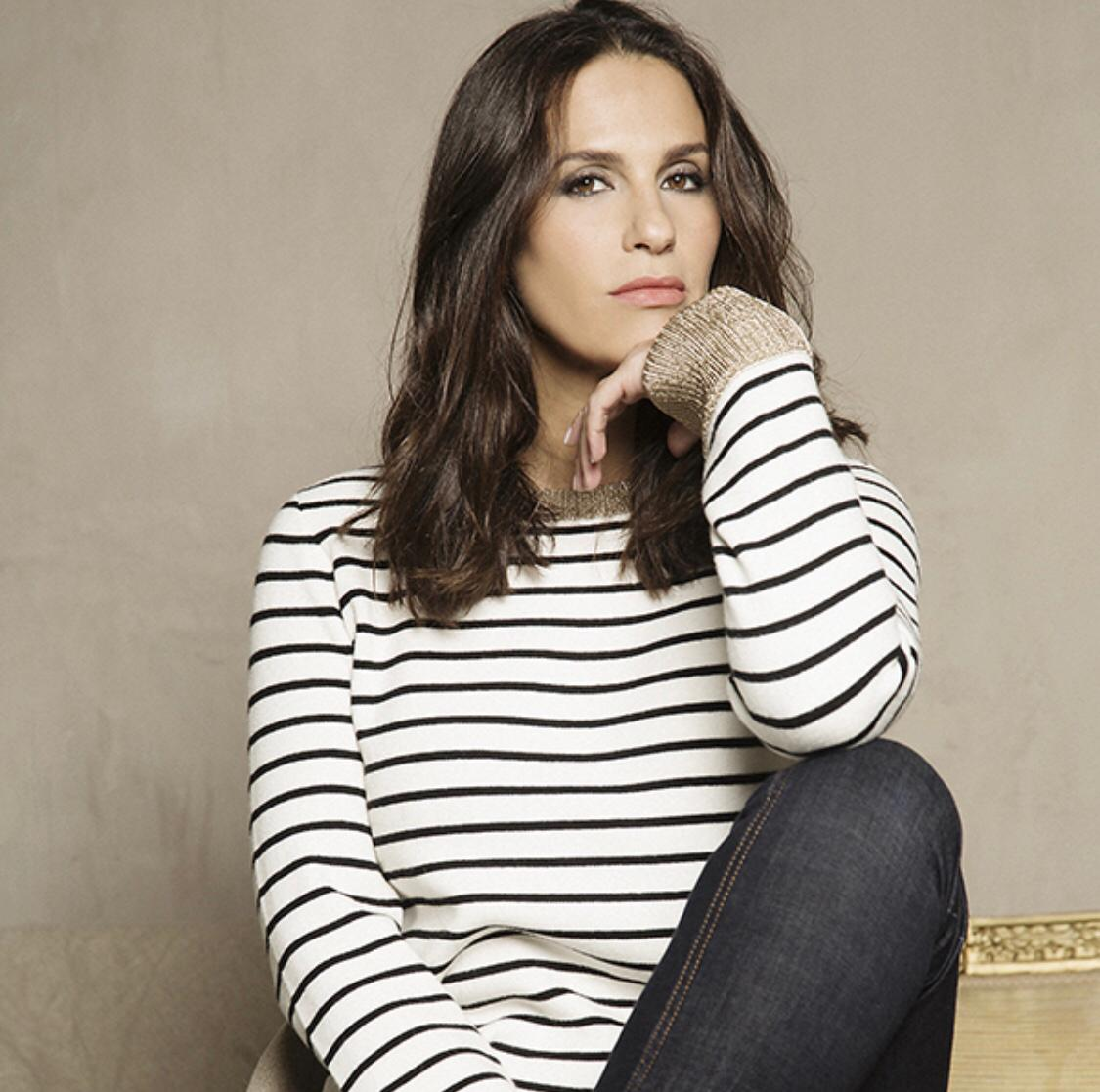
Élisa Tovati

## Invités musicaux
- 18 octobre 2014 : M. Pokora – On danse (dansé par Fauve Hautot, Denitsa Ikonomova, Katrina Patchett, Maxime Dereymez, Christian Millette et Christophe Licata).
- 1er novembre 2014 : Sia[10] – Chandelier (dansé par Fauve Hautot et Denna Thomsen).
- 8 novembre 2014 : sœur Cristina[11] – Like a Virgin (dansé par tous les professionnels).
- 15 novembre : Shy'm – L'Effet de serre (dansé par tous les professionnels).
- 22 novembre 2014 : Corneille et Tal – Cheek to Cheek (dansé par Christian Millette, Christophe Licata, Guillaume Foucault, Denitsa Ikonomova, Katrina Patchett et Candice Pascal).
- 29 novembre 2014 : Zaho, Florent Mothe, David Carreira, Camille Lou, Fabien Incardona – Mon combat (Tir Nam Beo), extrait de la comédie musicale La Légende du roi Arthur de Dove Attia (dansé par Christian Millette, Julien Brugel, Guillaume Foucault, Silvia Notargiacomo, Fauve Hautot et Candice Pascal).

## Autour de l'émission

### Jury

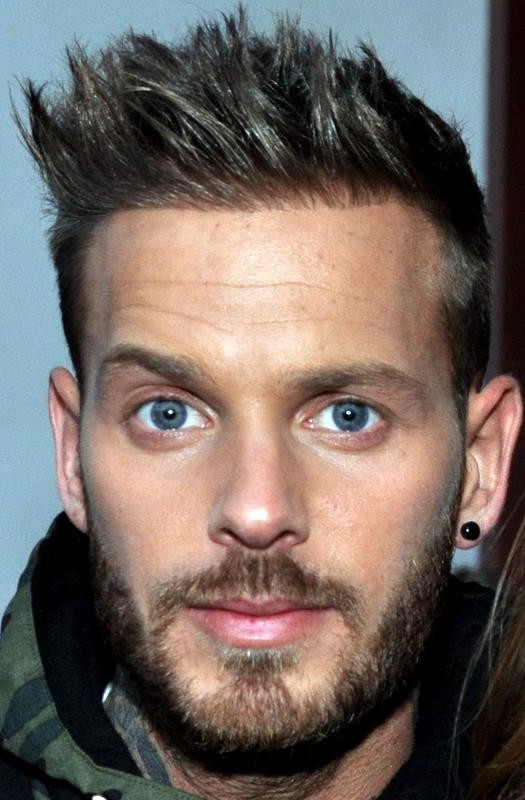
M. Pokora

Du côté du jury, Shy'm, gagnante de la saison 2 et jurée des saisons 3 et 4, laisse sa place à M. Pokora, gagnant de la saison 1.
Lors de cette saison, l'unique note 10 de Chris Marques sera attribuée à la prestation technique de la samba de Nathalie Péchalat lors de la finale. À l'inverse, Jean-Marc Généreux ne met aucun 10 en note technique cette saison, il met seulement 3 notes 10 en note artistique sur les deux danses de Nathalie Péchalat et la deuxième danse de Rayane Bensetti lors de la finale.

### Candidats
Le chanteur Corneille, qui avait démenti les rumeurs concernant sa participation à la saison 3 sur son compte Twitter a finalement participé à cette saison 5.
Tonya Kinzinger est, avec Loïc Nottet (saison 6) et Azize Diabaté (saison 10), la seule candidate à avoir eu un 10 dès le deuxième prime, depuis le lancement de l'émission en 2011.
Rayane Bensetti et Denitsa Ikonomova se sont rencontrés sur le plateau de l'émission lors de cette saison 5 et sont en couple depuis 2014.

### Danseurs professionnels

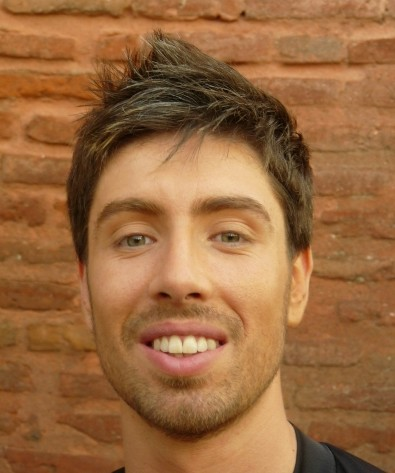
Julien Brugel

Le danseur Julien Brugel, absent lors de la saison 4, fait son retour dans l'émission. On notera également l'arrivée de Guillaume Foucault, palliant l'absence de Yann-Alrick Mortreuil.
Cette saison voit également l'abandon, en cours de parcours, d'un partenaire professionnel, une première dans l'émission : le 29 octobre, Grégoire Lyonnet, partenaire de danse de Nathalie Péchalat, abandonne la compétition « pour raisons personnelles ». Christophe Licata, qui dansait précédemment avec Ophélie Winter (éliminée lors de la troisième semaine), le remplace.

### Danses
De nouveaux styles de danse ont fait leur apparition lors de cette saison : le country, la danse classique, le hip-hop, l'afro jazz, le Lindy Hop et le tango argentin[réf. nécessaire].